# Parozodes erythrocephalus
Parozodes erythrocephalus är en skalbaggsart som beskrevs av Aurivillius 1897. Parozodes erythrocephalus ingår i släktet Parozodes och familjen långhorningar. Inga underarter finns listade i Catalogue of Life.